# Charles Barney Cory
Charles Barney Cory (Boston, 31 januari 1857 - Chicago, 31 juli 1921) was een Amerikaans ornitholoog en golfer.

## Biografie
Cory werd geboren in Boston. Zijn vader had een fortuin verdiend met een groot importbedrijf. Dit zorgde ervoor dat zijn zoon niet hoefde te werken. Op 16-jarige leeftijd ontwikkelde Cory een interesse in ornithologie en begon balgen van vogels te verzamelen. Dankzij zijn vermogen kon hij bijna onbeperkt overal naartoe reizen. Daardoor werd zijn collectie al snel de beste verzameling van vogels van het Caribisch gebied en de Golf van Mexico die er was.
Cory was een bestuurder van diverse internationale ondernemingen. Hij studeerde kort aan Harvard en de Boston University School of Law, maar verliet die al snel om het reizen voort te zetten. In 1883 was hij een van de achtenveertig ornithologen die samen de American Ornithologists' Union oprichtten.
Cory nam deel aan de Olympische zomerspelen van 1904 als golfer. Hij nam deel aan de wedstrijd voor mannen individueel, maar haalde het einde niet.
De collectie van 600 ornithologische boeken van Cory werd gekocht door Edward E. Ayer in 1894, die ze op zijn beurt aan het museum schonk.
Cory verloor zijn vermogen in 1906.  Een vriend, Charles Richard Crane, kocht de vogelcollectie en doneerde die aan het Field Museum (Chicago) met de stipulatie dat Cory conservator zou worden. Cory vervulde er de functie voor de rest van zijn leven.

## Nalatenschap
Cory schreef vele boeken, waaronder The Birds of Haiti and San Domingo (1885), The Birds of the West Indies (1889) en The Birds of Illinois and Wisconsin (1909). Zijn laatste grote werk waren vier eerste delen van de Catalogue of Birds of the Americas waarvan er twee na zijn dood voltooid werden door Carl Edward Hellmayr.  De serie werd daarna door Hellmayr uitgebreid tot 15 delen (1918–1949).
Cory beschreef 12 vogelsoorten waaronder de Sint-Luciagrondvink (Melanospiza richardsoni) en Kuhls pijlstormvogel (Calonectris borealis), bovendien 84 ondersoorten en drie geslachten.

### Publicaties
- Birds of the Bahama islands; containing many birds new to the islands, and a number of undescribed winter plumages of North American species (Boston, 1880).
- Catalogue of West Indian birds, containing a list of all species known to occur in the Bahama Islands, the Greater Antilles, the Caymans, and the Lesser Antilles, excepting the islands of Tobago and Trinidad (Boston, 1892).
- The birds of eastern North America known to occur east of the nineteenth meridian (Field Columbian Museum, 1899).
- The birds of Illinois and Wisconsin (Chicago, 1909).
- Descriptions of new birds from South America and adjacent islands (Chicago, 1915).
- How to know the ducks, geese and swans of North America, all the species being grouped according to size and color (Little, Brown & Co., Boston, 1897).
- How to know the shore birds (Limicolæ) of North America (south of Greenland and Alaska) all the species being grouped according to size and color (Little, Brown & Co., Boston, 1897).
- Hunting and fishing in Florida, including a key to the water birds known to occur in the state (Estes & Lauriat, Boston, 1896, Nachdruck 1970).
- The mammals of Illinois and Wisconsin (Chicago, 1912).
- Montezuma’s castle, and other weird tales (1899).
- Notes on little known species of South American birds with descriptions of new subspecies (Chicago, 1917).
- Southern rambles (A. Williams & company, Boston,  1881).
- Descriptions of new birds from South America and adjacent Islands... (1915).
- Descriptions of twenty-eight new species and subspecies of neotropical birds...
- Notes on South American birds, with descriptions of new subspecies... (1915).
- Beautiful and curious birds of the world (1880).
- The birds of the Leeward Islands, Caribbean Sea (Chicago, 1909).
- The birds of the West Indies (Estes & Lauriat, Boston, 1889).
- Descriptions of apparently new South American birds (Chicago, 1916).
- Descriptions of twenty-eight new species and sub-species of neotropical birds (Chicago, 1913).
- Hypnotism and mesmerism (A. Mudge & Son, Boston, 1888).
- A list of the birds of the West Indies (Estes & Lauriat, Boston, 1885).
- A naturalist in the Magdalen Islands; giving a description of the islands and list of the birds taken there, with other ornithological notes (1878).

- Bibsys: 5031529
- Biblioteca Nacional de España: XX4438685
- Gemeinsame Normdatei: 117700169
- International Standard Name Identifier: 0000 0000 8162 5424
- Library of Congress Control Number: n86831625
- Nationale Bibliotheek van Israël: 987007432796205171
- Nederlandse Thesaurus van Auteursnamen: 069209340
- PIC: 298518
- LIBRIS: 47020
- SNAC: w6z3277b
- Système universitaire de documentation: 126120730
- Trove: 1169793
- Virtual International Authority File: 88752385
- WorldCat: E39PBJB4cWWpq37cbYgMbxH6Kd